# (1759) Kienle
(1759) Kienle – planetoida z pasa głównego planetoid okrążająca Słońce w ciągu 4 lat i 115 dni w średniej odległości 2,65 au. Została odkryta 11 września 1942 roku w Landessternwarte Heidelberg-Königstuhl w Heidelbergu przez Karla Reinmutha. Nazwa planetoidy pochodzi od Hansa Kienle, niemieckiego astrofizyka. Przed jej nadaniem planetoida nosiła oznaczenie tymczasowe (1759) 1942 RF.